# Test Drive II: The Duel
The Duel: Test Drive II es el segundo videojuego de la serie Test Drive de simuladores de conducción.  Desarrollado por Distinctive Software , fue publicado por Accolade en 1989 para las plataformas domésticas más extendidas.

## Modo de juego
El juego es un simulador relativamente realista, con imágenes desde el interior del automóvil, incluido el tablero.  El coche viaja en vías públicas, con tráfico. Posee una  vista trasera gracias al espejo retrovisor interior mientras que otro dispositivo en el techo indica la probable llegada de un automóvil policial, que puede detener y multar al jugador.  En caso de accidente, una de las vidas disponibles se pierde y comienza de nuevo con una pequeña penalización de tiempo.  Al final de cada nivel también hay una estación de servicio donde debe reabastecerse de combustible, de lo contrario, incluso en este caso, puede perder una vida.  Como se puede entender a partir del subtítulo ( The duel , el duelo), la principal novedad de este secuela es la posibilidad de competir, tanto contra el tiempo como contra un oponente manejado por la inteligencia artificial .

## Coches
- Coches incluidos en el juego:
  - Porsche 959
  - Ferrari F40
  - Lamborghini Diablo (solo en las versiones Super Nintendo y Mega Drive)

- Incluido con la expansión de The Supercars :
  - Ruf Twin Turbo (Porsche 930 modificado)
  - Ferrari Testarossa
  - Lotus Esprit Turbo
  - Lamborghini Countach
  - Chevrolet Corvette ZR1

- Incluido con la expansión Musclecars
  - Camaro COPO 9560 ZL-1 (1969)
  - Corvette Stingray (1963)
  - Dodge Charger Daytona (1969)
  - Mustang Shelby GT500 Cobra (1968)
  - Pontiac GTO (1967)

## Escenarios
Las versiones de la computadora casera tienen solo un escenario, llamado "Paisaje principal", dividido en varias etapas;  cada uno de estos se puede establecer en el desierto, en las montañas y en el campo.  Luego se lanzaron dos tarjetas de expansión: European Challenge, que contiene seis pasantías en diferentes países europeos ( Holanda, Alemania, Suiza, Italia, Francia y España); y California Challenge, que contiene siete etapas que representan las calles de California.
Las versiones de la consola contienen cuatro etapas de dificultad creciente:
- Desert Blast (fácil)
- Ciudad limitada (medio)
- Costa este (difícil)
- Costa oeste (muy difícil)